# Croquis del natural
Croquis del natural, de Narcís Oller va ser publicada per primera vegada el 1879.
Els contes, tant per la quantitat com per la diversitat de formes i temes constitueixen una part molt destacada de l'obra d'Oller. Fins llavors havia escrit en castellà, i Croquis del natural és la seva opera prima, escrita quan ja tenia la trentena, inspirat en la lectura de Evangeline, A Tale of Acadie de Henry Wadsworth Longfellow i Une page d'amour de Émile Zola i consisteix en quatre contes: «El vailet del pa», «Tres mesos de món», «Els que ho miren i els que hi van» i «El trasplantat», que mostren tendències realistes, si bé encara hi són presents els elements romàntics i costumistes.
El vailet del pa va ser traduït al francès ja en 1880 per Albert Savine. El 2007 ha estat reeditada per Cossetània Edicions, estrenant la col·lecció Biblioteca Narcís Oller.